# 石龙镇 (象州县)
石龙镇，是中华人民共和国广西壮族自治区来宾市象州县下辖的一个乡镇级行政单位。

## 行政区划
石龙镇下辖以下地区：
石龙社区、花山村、中塘村、迷赖村、马列村、大蒙村、大塘村和青凌村。